# Raroh lovecký
Raroh lovecký (Falco rusticolus) je velký dravý pták z čeledi sokolovitých. Další národní názvy: sokol islandský, sokol lovecký. Monotypický druh.

## Popis

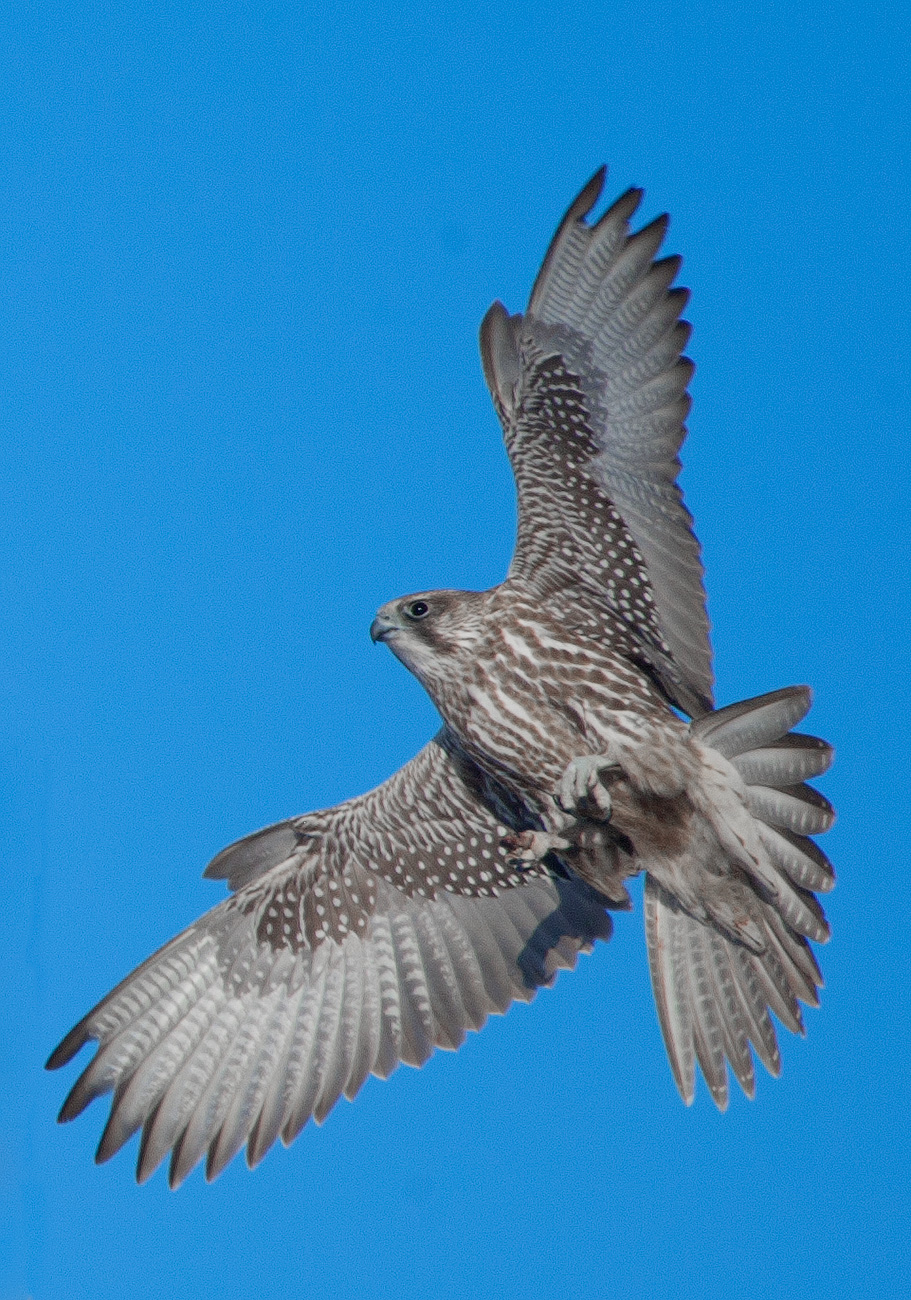
Tmavé pole na křídlech patrné zespodu

- Délka: 50–60 cm[2] (53–63 cm[3])
- rozpětí křídel: 110–130 cm[2] (109–134 cm[3])
- hmotnost: samec 960–1300 g, samice 1400–2000 g.[2]

Největší sokolovitý pták, velký jako káně (řád dravci). Zbarvení je značně variabilní, od téměř úplně bílých až po šedohnědé jedince. Dokonce i mláďata z jednoho hnízda jsou zbarvena různě. Na hlavě nemá žádnou kontrastní kresbu (ani vous, tzn. svislý pruh od koutku zobáku dolů). Na hlavě je mírně patrná kápě. Křídla jsou kratší než ocas. Ocas a kostřec mají jednobarevnou kresbu (např. ve srovnání se sokolem stěhovavým). V letu je zespodu patrné tmavé pole táhnoucí se středem křídla. Variabilita opeření je obecně vázána na rozšíření, ale se značnými překryvy a proměnlivostí. Bílá morfa, která převládá v Grónsku a vyskytuje se také na Sibiři, je bílá s tmavými konci křídel a trochou tmavých teček. Světle šedá morfa je bledě šedá s bělavým proužkováním (Island). Tmavošedá morfa je středně šedá se světle šedým proužkováním (Skandinávie, Rusko). Bílí rarozi bývali jako lovečtí ptáci pro svou sílu a neobyčejnou krásu vysoce ceněni.

## Hlas
Hlasité drsné skřehotání nebo ostré kejhání vrej(-eh) vrej(eh) vrej(eh)..., pomalejší, strohé. Jednotlivé tóny jsou zřetelněji dvouslabičné než u sokola stěhovavého.

## Rozšíření
Arktický typ rozšíření, nejsevernější oblasti Evropy, Asie a Ameriky včetně pobřeží Grónska a Islandu. V Evropě hnízdí do 1000 párů. Populace jsou převážně stálé, přičemž na zimu se stahují poněkud jižněji hlavně mladí ptáci.
V České republice je doložen jediný výskyt, v roce 1926 byla střelena samice raroha loveckého.
Raroh lovecký obývá skalnatá pobřeží, dále tundru až tajgu.

## Potrava
Loví na zemi i ve vzduchu. Loví především ptáky střední velikosti (alka, bělokur, hrdlička, kachna, racek, volavka aj.). Je schopen ulovit i větší kořist, např. káni rousnou. Méně často loví savce (hraboš, lumík, zajíc aj.). 

## Rozmnožování

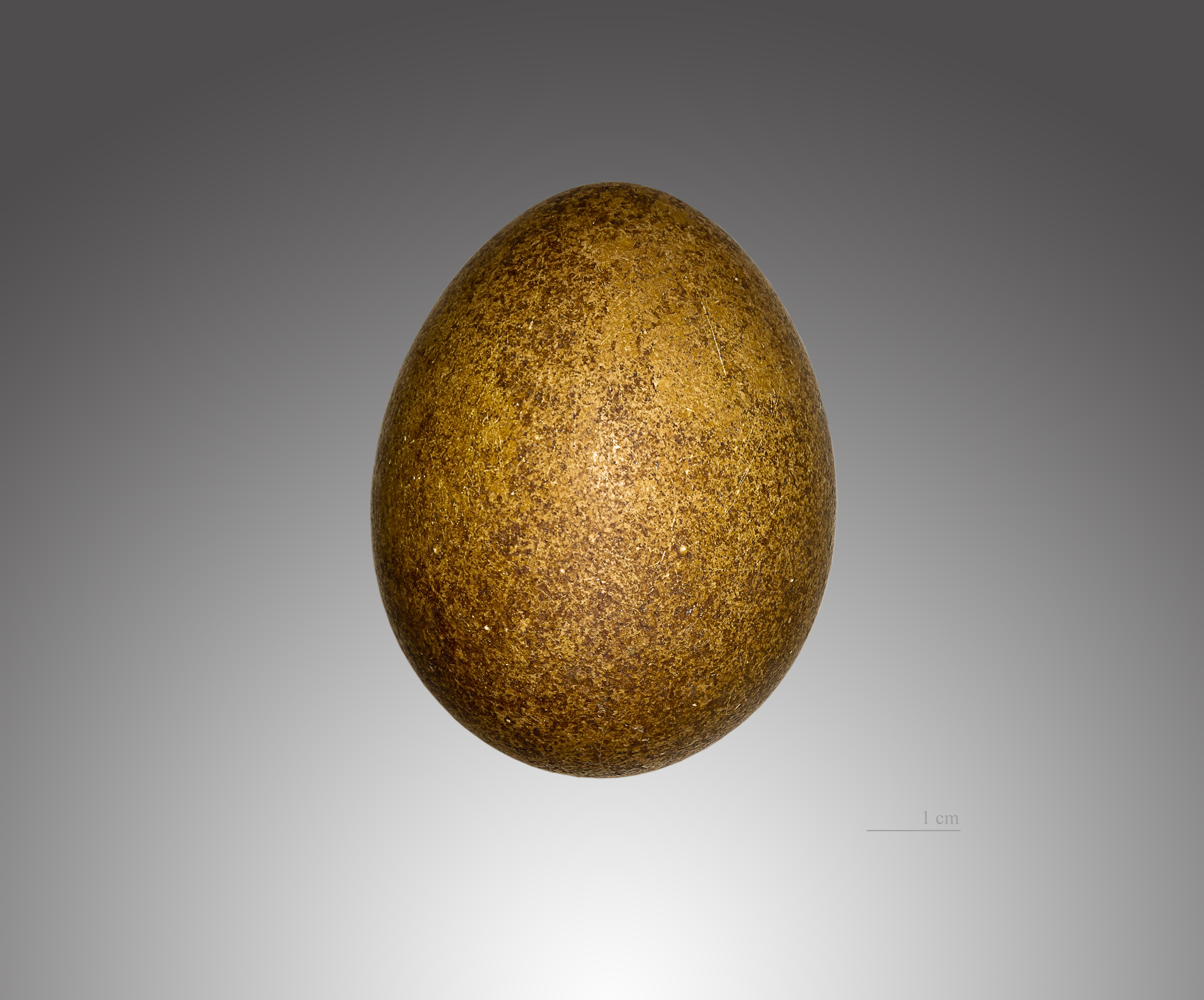
Vejce raroha loveckého

Vlastní hnízdo si nestaví. Hnízdí v opuštěných hnízdech jiných ptáků na skalách, řidčeji na stromech. (Hnízdo může prozradit množství žlutozelených lišejníků na skále pod hnízdem.) V dubnu snáší samice postupně 3–4 (2–6) vejce široká 40–49 mm a vysoká 54–64 mm o přibližné hmotnosti 70 g. Na vejcích sedí oba rodiče, a to po dobu 34–36 dní. Mláďata na hnízdě krmí rodiče až 50 dní. V zajetí je nejvyšší dosažený věk 19 let.

## Význam

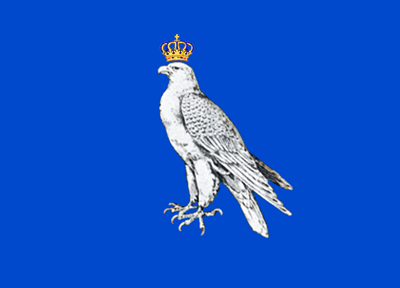
Raroh lovecký ve znaku Islandu

Velice ceněný sokolnický dravec. Je užíván k biologické ochraně letišť. Slouží ke kontrole populace ptáků, kteří by mohli ohrozit let letadla. Spíše se orientuje na ptáky na zemi než na ptáky ve vzduchu.

## České pojmenování

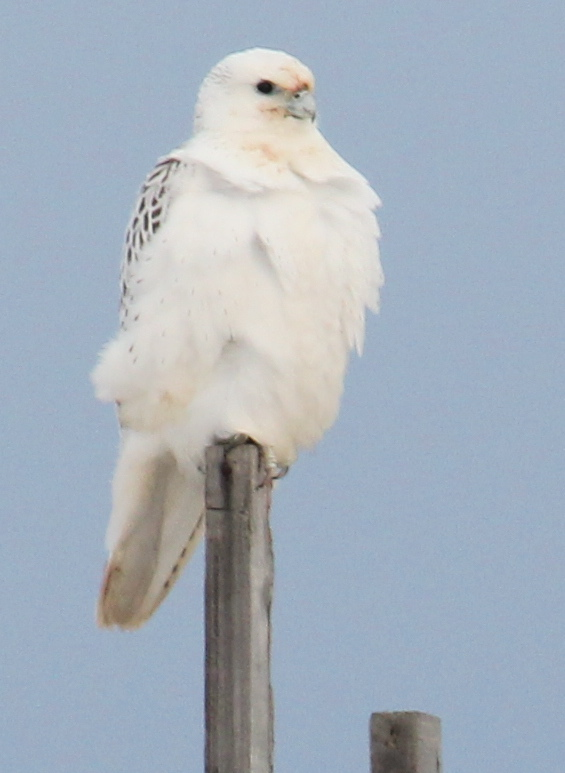
Sněhobílá forma raroha loveckého

Jméno raroh vzniklo již v praslovanštině, motivace pojmenování však nevznikla na českém jazykovém území, ale mimo ně. Na základě postavení raroha v mytologii soudí Machek, že jméno je přejato z východu, a dokládá to na staroíránském varagna- (jméno pro druh sokola). Je to jedna z podob, do níž se vtěluje bůh Vrthragna-, který vyniká silou, rychlostí, odvahou a krásou.
Jméno raroha a démoničnost přisuzovaná jeho nositeli (raroh prý večer létá s poselstvím od ďábla k čarodějnicím), měly za následek vznik slov „rarach“, „rarášek“, jež označují nadpřirozené bytosti s velkou mocí.

## Mezitaxonové vztahy
Parazitem je klíště Berleseho (Scaphixodes berlesei Birula, 1895).